# Квинт Теренций Куллеон (консул-суффект)
Квинт Тере́нций Куллео́н (лат. Quintus Terentius Culleo; умер после 40 года) — римский политик из знатного плебейского рода Теренциев Куллеонов, консул-суффект 40 года.

## Биография
Квинт происходил из знатного плебейского рода Теренциев Куллеонов. Его отцом или дедом был проконсул Сицилии времён правления императора Октавиана Августа, носивший такое же имя, а матерью — Альбия. С 13 января 40 года вплоть до конца года Куллеон занимал должность консула-суффекта совместно с Гаем Леканием Бассом. 
Больше о нём ничего неизвестно.

## Примечание
1. ↑  L'Année épigraphique (AE). — 1982. — № 196